# Стокинг, Ханна
Ханна Стокинг (англ. Hannah Stocking, имя при рожд. Ханна Джо Стокинг-Сиагкрис, англ. Hannah Jo Stocking-Siagkris; 4 февраля 1992, Лос-Анджелес, Калифорния, США) — американская звезда YouTube, модель, актриса, создатель контента и медийная личность. Одна из самых успешных личностей в YouTube. У неё 10.1 млн. подписчиков в YouTube, 26.8 млн. подписчиков в Instagram и 28,4 млн. подписчиков в TikTok. В российских медиа она наиболее известна юмористическими роликами с Анваром Джибави.
Как модель, она была представлена в нескольких модных журналах и на сайтах, что сделало ее известным лицом среди любителей моды.

## Биография
Стокинг родилась 4 февраля 1992 года в Лос-Анджелесе, Калифорния. У неё греческие, армянские, венгерские и украинские корни.
В школьные годы она с семьёй переехали в Орегон, где посещала школу Ashland High School.
Вернувшись в Калифорнию, Стокинг поступила в Доминиканский университет Калифорнии.
Имеет степень бакалавра наук по химии и еще одну степень по биологическим наукам. Стокинг по-прежнему убеждена, что её образование в области естественных наук, по крайней мере, частично, способствовало ее успеху на YouTube.
Её путь к славе начался, когда она тренировалась в спортзале и привлекла внимание King Bach, Liane V и Destorm, популярных своими видео на ныне несуществующей платформе Vine.
В октябре 2017 года Стокинг дебютировала в кино в одном из фильмов Тайлера Перри о Мэдее, Boo 2! A Madea Halloween . Стокинг сыграла тусовщицу по имени Анна вместе с коллегой по YouTube Инанной Саркис в комедии на тему хэллоуина.
В 2018 году Стокинг была приглашена для создания лирического видео «Hard 2 Face Reality». Она не только написала и срежиссировала видео для сотрудничества с рэпером Poo Bear, Джастином Бибером и Jay Electronica, но и снялась в нём.
В 2021 году она сыграла роль Санни Джонсон в сериале «АйКарли».
Стокинг снялась вместе с Дженнифер Гарнер, Эдом Хелмсом и Эммой Майерс в комедийном фильме 2023 года «Перемена семьи».